# 1065 Amundsenia
Az 1065 Amundsenia (ideiglenes jelöléssel 1926 PD) egy marsközeli kisbolygó. Szergej Ivanovics Beljavszkij fedezte fel 1926. augusztus 4-én. Nevét Roald Amundsenről, a norvég felfedezőről kapta.